# Tabanus okinawanus
Tabanus okinawanus är en tvåvingeart som beskrevs av Tokuichi Shiraki 1918. Tabanus okinawanus ingår i släktet Tabanus och familjen bromsar. Inga underarter finns listade i Catalogue of Life.